# Claude Quillet
Pour les articles homonymes, voir Quillet.
Claude Quillet, né à Chinon en 1602 et mort à Paris en 1661, est un médecin et poète français néolatin.

## Biographie
Quillet exerce d'abord la médecine en Touraine et se trouve à Loudun, dans le temps que Laubardemont fut envoyé par le cardinal de Richelieu dans cette ville, pour prendre connaissance des possessions des religieuses de Loudun où il assiste aux interrogatoires de son ami Urbain Grandier à Loudun en qualité de médecin et prend sa défense. Ayant laissé imprudemment échapper quelques discours qui offensèrent le cardinal et fait paraitre un traité où se trouvaient plusieurs assertions propres à lui causer du désagrément, notamment quelques doutes sur la culpabilité de Grandier, ce qui déplut à Laubardemont, créature et affidé de Richelieu, il doit s'expatrier à Rome où il embrasse l'état ecclésiastique. Entré au service du maréchal d'Estrées, ambassadeur de France à Rome, comme secrétaire, il ne rentre en France qu'après la mort de Richelieu.
Paru en 1655, La Callipédie est son seul ouvrage. L'auteur le publia sous un nom étranger, parce qu'il y avait lancé plusieurs vers satiriques contre le cardinal Mazarin, qui le découvrit, et ne s'en vengea qu'en lui donnant une abbaye : « Apprenez, lui dit-il, à ménager davantage vos amis. » Pénétré de reconnaissance, Quillet en donna une nouvelle édition à Paris, en 1656, in-8° qu'il dédia au cardinal et où il substitua l'éloge à la satire. Il avait également écrit un Poème sur Henri IV qu'il avait laissé à Ménage avec 500 écus pour le faire imprimer. Ménage garda l'argent et oublia le poème qui s'est perdu.

## Œuvres
- La Callipedie ou l'art d'avoir de beaux enfans, traduction nouvelle du poème latin de Claude Quillet par J.M. Caillau, 1665.Ce long poème latin sur l'art d'avoir de beaux enfants sut séduire Jean Racine. Ce texte est un mélange de croyances populaires et d'idées quelquefois très proches des préoccupations modernes sur la conception, l'alimentation, la vie affective de l'enfant avant la naissance et ses rapports avec le monde comme pouvant déterminer son physique et son moral futurs, « l'injurieuse et criminelle » discrimination dont est victime la femme, dont la condition est une « honte de la nation ». Il y eut quatre traductions différentes en français. Durand & Pissot, 1749, Paris, chez Dupuis et chez J. Fr. Bastien 1774, Bordeaux, imp. de Pinard, an VII (1799)
- Callipædia &c. Et Scævolæ Sammarthani Pædotrophia, Londres, J Bowyer, 1708-1709.
- Callipaedia, seu, de pulchrae prolis habendae ratione, poema didacticon. Cum Uno & Altero ejusdem Authoris Carmine, Londres, J Bowyer, 1708.